# Ahmad Amin
Ahmad Amin (in arabo أحمد أمين‎?, Aḥmad Amīn; Il Cairo, 1º ottobre 1886 – 30 maggio 1954) è stato uno storico egiziano.

## Attività scientifica
Pedagogo diviso tra l'integralismo islamico e il progresso scientifico occidentale, divenne celebre soprattutto per la sua autobiografia, La mia vita, datata 1950.
Seguì nell'Università khediviale del Cairo le lezioni di Carlo Alfonso Nallino, rimanendo fortemente impressionato dalla profondità della sua metodologia di ricerca, dalle sue conoscenze arabistiche e dal nitore della lingua araba con cui il professore italiano svolgeva le sue lezioni.
Studiò anche a al-Azhar e nella Scuola di Legge sciaraitica, operando quindi come Qāḍī fino al 1926, anno in cui divenne docente di Letteratura araba nell'Università khediviale del Cairo, e poi Preside della sua Facoltà di Lettere fino al 1946, data dopo la quale assunse la carica di Direttore della Sezione Culturale della Lega Araba.
Aḥmad Amīn fu tra i fondatori e tra i principali contributori della Lajnat al-taʾlīf wa l-tarjama wa l-nashr (Commissione per la redazione, traduzione e stampa), per la quale patrocinò e portò a compimento un gran numero di volumi di testi arabi, specialmente, di letteratura araba.)
Tra le sue opere si ricordano il in arabo قاموس العادات والتقاليد والتعابير المصرية‎?, Qāmūs al-ādāt wa l-taqālīd wa l-taʿābīr al-miṣriyya del 1953, ossia Dizionario enciclopedico delle tradizioni e dei termini egiziani, contenente una gran numero di informazioni lessicali, folkloristiche, storiche, economiche e letterarie degli Egiziani. Il suo lavoro più importante appare però in arabo زعماء الإصلاح في العصر الحديث‎?, Zuʿamāʾ al-iṣlāḥ fī l-ʿaṣr al-ḥadīth, ossia Esponenti della riforma nell'epoca moderna (1948), dedicato all'esame delle opinioni e delle attività di buona parte dei riformisti musulmani tra la seconda metà del XIX secolo e i primi del XX secolo.